# Jornal da Cidade
Jornal da Cidade é um jornal diário da cidade de Aracaju, capital do estado brasileiro de Sergipe. Tem sua sede na avenida Antônio Cabral, no Bairro Industrial. É um dos jornais mais acessados de Sergipe, segundo o Analytics, e principal jornal impresso do estado.